# Ready to Fall
«Ready to Fall» — первый сингл американской панк-рок группы Rise Against с альбома The Sufferer & the Witness. Релиз сингла состоялся 30 мая 2006 года на лейбле Geffen Records.
Акустическая версия «Ready to Fall» была исполнена в прямом эфире на радио CJZN в Victoria, British Columbia 18 января 2007 года.
После успешного альбома Siren Song of the Counter Culture Rise Against попытались продолжить этот успех с новым альбомом The Sufferer & the Witness. В альбоме более тяжелый панк, чем в предыдущих работах группы. Текст «Ready to Fall» был написан ведущим вокалистом Тимом Макиротом, а музыка была записана коллективно всей группой.
Как и большинство песен с альбома, «Ready to Fall» характеризуется, как хардкор-панк и мелодик-хардкор. Вокал и музыка в песне заметно тяжелее, чем у большинства песен с альбома.

## Релиз и оценки
Релиз сингла состоялся 30 мая 2006 года на CD дисках и на 7" виниле.
«Ready to Fall» попала в чарт Alternative Songs (Billboard), в котором достигла 13 места. Песня получила хорошие отзывы от критиков. Davey Boy из Sputnikmusic похвалил песню за управляемые стихи и интенсивный мост. Скотт Хейзел из Alternative Press и Кори Апар из AllMusic отметили, как «Ready to Fall» подражает старому стилю музыки Rise Against. Сайт WatchMojo.com поставил «Ready to Fall» на 5 место среди лучших треков Rise Against.

## Видеоклип
На песню был снят видеоклип в 2006 году, длительностью 3:51. Видео связано с загрязнением окружающей среды. Клип состоит из фрагментов, на которых выступают Rise Against (в большинстве из них группа выступает на вырубленной части леса), кадров, на которых запечатлены животные, в некоторых случаях, находящихся в опасности, кадров на которых происходит вырубка леса и из снимков погибших животных. Видео оканчивается словами Тима: «На каждое действие есть реакция. У нас есть одна планета, один шанс.»
Видео было снято в Brandywine Falls Provincial Park в Британской Колумбии.